# Новиков, Сергей Владимирович (дзюдоист)
Серге́й Влади́мирович Но́виков (род. 8 января 1982) — белорусский дзюдоист суперлёгкой весовой категории, выступал за сборную Белоруссии на всём протяжении 2000-х годов. Участник летних Олимпийских игр в Афинах, серебряный и бронзовый призёр чемпионатов Европы в командном зачёте, победитель многих турниров национального и международного значения.

## Биография
Сергей Новиков родился 9 января 1982 года. Активно заниматься дзюдо начал с раннего детства, проходил подготовку в Минске в столичном спортивном обществе «Динамо».
Впервые заявил о себе в сезоне 2000 года, когда выиграл бронзовую медаль на юниорском международном турнире класса «А» в Польше. Год спустя одержал победу на чемпионате Европы среди юниоров, дебютировал на взрослом Кубке мира, заняв второе место на этапе в Варшаве, а также стал пятым на взрослом европейском первенстве в Париже. Ещё через год получил серебряные награды на этапе Кубка мира в Варшаве и на командном чемпионате Европы в Мариборе. В 2003 году впервые стал чемпионом Белоруссии в суперлёгкой весовой категории.
Сезон 2004 года оказался одним из самых успешных в спортивной карьере Новикова. Он выиграл бронзовую медаль на Суперкубке мира в Москве, серебряную медаль на домашнем Кубке мира в Минске, одержал победу на международном турнире класса «Б» в Стамбуле, стал бронзовым призёром чемпионата мира среди студентов в Москве, занял пятое место на чемпионате Европе в Бухаресте. Благодаря череде удачных выступлений удостоился права защищать честь страны на летних Олимпийских играх в Афинах, однако уже в стартом поединке суперлёгкого веса потерпел поражение иппоном от немца Оливера Гуссенберга и лишился тем самым всяких шансов на попадание в число призёров.
После афинской Олимпиады Сергей Новиков остался в основном составе дзюдоистской команды Белоруссии и продолжил принимать участие в крупнейших международных турнирах. Так, в 2005 году он вновь стал чемпионом страны в суперлёгком весе, стал обладателем европейского клубного кубка на турнире в Таллине, получил бронзу на международном турнире в немецком Брауншвайге. В следующем сезоне вновь был лучшим в зачёте национального первенства. В 2007 году стал бронзовым призёром командного чемпионата Европы в Минске. Последний раз показал сколько-нибудь значимый результат в дзюдо в сезоне 2010 года, когда на чемпионате Белоруссии в Могилёве занял третье место. Вскоре по окончании этих соревнований принял решение завершить карьеру профессионального спортсмена, уступив место в сборной молодым белорусским дзюдоистам.